# Wilhelm Wundt

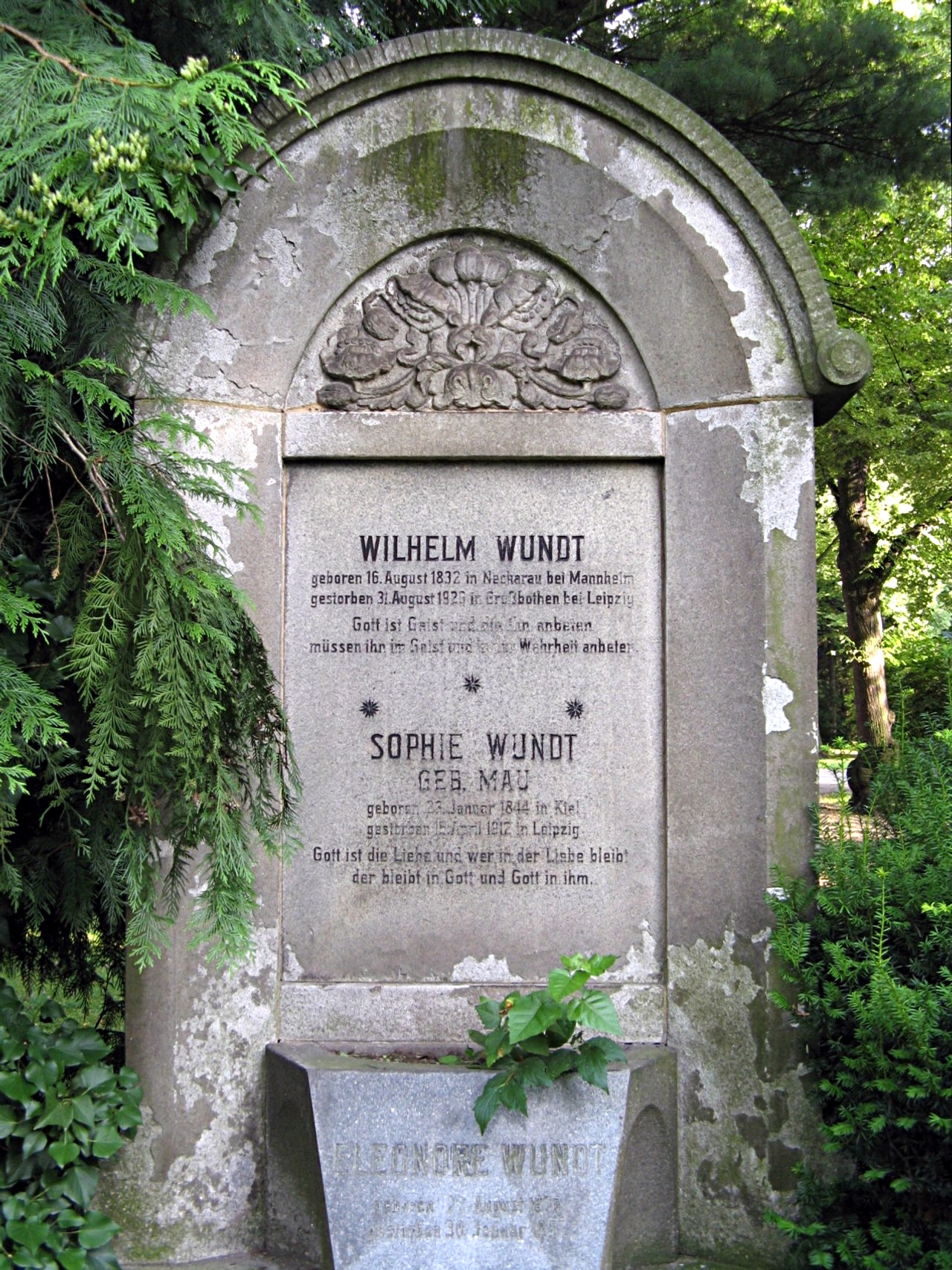
Nagrobek Wilhelma Wundta oraz jego żony Sophie i córki Eleonory na cmentarzu w Lipsku

Wilhelm Maximilian Wundt (ur. 16 sierpnia 1832 w Neckarau, zm. 31 sierpnia 1920 w Großbothen) – niemiecki psycholog i filozof, uważany za twórcę psychologii eksperymentalnej. Od 1864 profesor Uniwersytetu w Heidelbergu, od 1875 Uniwersytetu w Lipsku.

## Psychologia
Studiował medycynę na uniwersytecie w Tybindze (1851–1852) oraz w Heidelbergu (1852–1855), gdzie w 1855 obronił doktorat, a w 1857 habilitował się. Wundt wskazał jako zadanie dla psychologii analizowanie procesów życia duchowego metodami eksperymentalnymi, dlatego ma on ogromne znaczenie dla rozwoju psychologii naukowej. W psychologii przyjmuje pewne elementy duchowe, których dalej rozłożyć nie można. Z elementów stara się rozbudować życie psychiczne na podstawie praw połączeń. Za najważniejsze prawo uważa zasadę twórczej syntezy. Wyniki badań nad najprostszymi formami procesów duchowych stara się zastosować do psychologii ludów („Völkerpsychologie”). W metafizyce był zwolennikiem woluntaryzmu, w etyce ewolucjonizmu.
W 1879 roku Wundt założył w Lipsku słynne laboratorium psychologiczne. Data ta jest uważana za początek psychologii klasycznej (eksperymentalnej). W 1912 odznaczony został Pour le Mérite za Naukę i Sztukę

## Filozofia
Filozofię Wundt uważał za światopogląd, który zaspokaja potrzeby umysłu oraz uczucia, a także hipotetyczne uzupełnienie nauk szczegółowych. Jego zdaniem umysł przechodzi przez trzy fazy poznania:
- początkowo operuje konkretnymi postrzeżeniami,
- następnie zastępuje postrzeżenia przez pojęcia ogólne,
- wreszcie ujmuje całość świata w światopogląd.

W trzecim etapie wychodzi poza doświadczenie budując metafizykę. Ten proces jest nieuchronny i konieczny, bo metafizyka jest potrzebą psychiczną na pewnym etapie rozwoju. 
Metafizyka Wundta miała spirytualistyczny charakter: jego zdaniem świat jest zgromadzeniem istot, obdarzonych wolną wolą. Ponieważ działania tych istot powodują nieprzewidziane skutki, zatem stawiają sobie wciąż nowe cele i nowe idee („heterogenia celów”)
Wundt także zajmował się badaniami nad sferą sacrum oraz religiami. Podobnie jak ewolucjoniści antropologii uważał, że i religia ma swój stadialny rozwój od form prostych do bardziej złożonych. Za pierwotną formę religii uważał animizm pierwotny, za kolejne stadium totemizm oraz manizm. Dopiero z nich wykształcona wiara w istnienie dusz dała możliwość rozwoju religii właściwej. Animizm uważał za przedreligijne stadium wiedzy. Samą religię zaś za świadomość przynależności człowieka i bytu do wyższego świata (sacrum).

## Prace
- Über den Kochsalzgehalt des Harns. Zs. Journal für praktische Chemie, H. 59, 1853, ss. 354-363
- Untersuchungen über das Verhalten der Nerven in entzündeten und degenerirten Organen. Dissertation. Georg Mohr, Heidelberg 1856
- Die Lehre von der Muskelbewegung. 1858
- Die Geschwindigkeit des Gedankens (Die Gartenlaube 1862, Heft 17, Seite 263)
- Lehrbuch der Physiologie des Menschen. Mit 137 in den Text gedruckten Holzschnitten. Enke, Erlangen 1865.
- Die physikalischen Axiome und ihre Beziehung zum Causalprincip, 1866
- Handbuch der medicinischen Physik. Mit 244 in den Text gedruckten Holzschnitten. Enke, Erlangen 1867.
- Beiträge zur Theorie der Sinneswahrnehmung. Winter, Leipzig 1862.
- Vorlesungen über die Menschen- und Thierseele. Voß, Leipzig 1863.
- Grundzüge der physiologischen Psychologie. Engelmann, Leipzig 1874.
- Untersuchungen zur Mechanik der Nerven und Nervencentren. Enke, Stuttgart 1876.
- Logik. Eine Untersuchung der Principien der Erkenntniss und der Methoden Wissenschaftlicher Forschung. Erster Band: Erkenntnisslehre. Zweiter Band. Methodenlehre. Enke, Stuttgart 1880 u. 1883.
- Essays. Engelmann, Leipzig 1885.
- Ethik. Eine Untersuchung der Tatsachen und Gesetze des sittlichen Lebens. Enke, Stuttgart 1886.
- System der Philosophie. Engelmann, Leipzig 1889.
- Grundriß der Psychologie. Engelmann, Leipzig 1896.
- Völkerpsychologie, 10 Bände, 1900 bis 1920
- Kleine Schriften, 3 Bände, 1910
- Einleitung in die Psychologie, 1911
- Probleme der Völkerpsychologie. Wiegandt, Leipzig 1911.
- Elemente der Völkerpsychologie. Grundlinien einer psychologischen Entwicklungsgeschichte der Menschheit. Kröner, Leipzig 1912.
- Reden und Aufsätze. Kröner, Leipzig 1913.
- Sinnliche und übersinnliche Welt. Kröner, Leipzig 1914.
- Über den wahrhaften Krieg. Rede gehalten in der Alberthalle zu Leipzig am 10. September 1914. Kröner, Leipzig 1914.
- Die Nationen und ihre Philosophie. Kröner, Leipzig 1915.
- Erlebtes und Erkanntes. Kröner, Stuttgart 1920.

### Przekłady na język polski
- Wstęp do filozofii, tłumacz W.M. Kozłowski, Wydawnictwo „Przeglądu Filozoficznego”, Warszawa 1902.